# Écosystème informationnel
Pour les articles homonymes, voir Écosystème (homonymie).
 (décembre 2014).
Si vous disposez d'ouvrages ou d'articles de référence ou si vous connaissez des sites web de qualité traitant du thème abordé ici, merci de compléter l'article en donnant les références utiles à sa vérifiabilité et en les liant à la section « Notes et références ».
 (décembre 2014).
Sa qualité peut être largement améliorée en utilisant un vocabulaire plus directement compréhensible.
Largement théorisé par Joël de Rosnay dans son ouvrage, L'homme symbiotique, la notion d'écosystème informationnel pourrait être comprise comme un prolongement naturel de celle de « Système d'information » en ce sens qu'elle représente une symbiose complexe (au sens systémique) entre « réalité » (opérations sur des chaînes de valeurs, cycles de vie d'objets, processus métiers) et « virtualité » (des systèmes d'information ouverts et non déterministes).